# Daniela Dessì
Daniela Dessì (ur. 14 maja 1957 w Genui, zm. 20 sierpnia 2016 w Brescii) – włoska śpiewaczka operowa (sopran).

## Życiorys
Daniela Dessì wychowywała się w domu, w którym opera była bardzo ceniona. Wszyscy najbliżsi byli jej miłośnikami. Dziadek był fanem Beniamino Gigli, a ona sama mając dwa lata śpiewała: „non più andrai farfallone” (pol. „nigdy więcej nie będziesz już kobieciarzem.” Rozwijała swój talent – ukończyła studia w klasie śpiewu i fortepianu na Konserwatorium Muzycznym Arrigo Boito w Parmie oraz otrzymała dyplom w klasie śpiewu w kameralnej Akademii Chigiana w Sienie. Po otrzymaniu głównej nagrody w międzynarodowym konkursie organizowanym przez włoską telewizję RAI w 1980 roku, zadebiutowała w rodzinnym mieście w operze komicznej La serva padrona Giovanniego Battisty Pergolesiego. Jej międzynarodowa kariera artystyczna zawiodła ją na sceny wielu teatrów operowych świata, gdzie występowała przy akompaniamencie orkiestr pod dyrekcją takich dyrygentów jak Riccardo Muti, Claudio Abbado czy też James Levine. Bardzo różnorodny repertuar sceniczny Denieli Dessì składał się z ponad 70 pozycji – od Claudio Monteverdiego po Siergieja Prokofjewa, od utworów barokowych, dzieł Wolfganga Amadeusza Mozarta po opery Giuseppe Verdiego i Giacomo Pucciniego.
Od 2000 roku była związana z tenorem Fabio Armiliato. On też ogłosił informację o przedwczesnej, niespodziewanej śmierci śpiewaczki operowej, która miała miejsce w Brescii 20 sierpnia 2016 roku, po „krótkiej, strasznej i niewytłumaczalnej” chorobie.

## Dyskografia

### CD
- Giuseppe Verdi Traviata. Orchestra del Teatro Regio di Parma, direttore John Neschling. SoloVoce
- Giacomo Puccini Puccini Arias. Orchestra dell'Arena di Verona, direttore Marco Boemi. Decca 2009
- Giuseppe Verdi Daniela Dessì sings Verdi. Orchestra della Fondazione Toscanini, direttore Steven Mercurio. 2007 Decca
- Umberto Giordano Andrea Chénier. Orchestra Sinfonica Verdi Milano, direttore: Vjekoslav Sutej. Con Armiliato, Guelfi, Rinaldi. Universal Classics & Jazz 2005
- Love Duets. Verdi, Bellini, Donizetti, Cilea, Mascagni, Giordano. Armiliato, Württembergische Philharmonie, direttore: Marco Boemi. 2005 Philips
- Giacomo Puccini La bohème. Gelmetti, Sabbatini, Gavanelli. EMI
- Giuseppe Verdi Falstaff. Direttore Riccardo Muti. Con Juan Pons. Sony
- Giuseppe Verdi Don Carlos. Direttore Riccardo Muti. Con Pavarotti, D'Intino, Ramey. EMI
- Giacomo Puccini La fanciulla del West. Direttore Veronesi. Con Armiliato, Gallo
- Giacomo Puccini Manon Lescaut. Direttore, Steven Mercurio. Armiliato, Vanaud. Real Sound
- Enrico Toselli Le Romanze Ritrovate. Piano: Leonardo Previero. Real Sound
- Domenico Cimarosa Gli Orazii e i Curiazii. Direttore: De Bernart. Angeloni, Bolognesi, Alaimo. Bongiovanni
- Gioachino Rossini Il barbiere di Siviglia. Direttore: Zedda. Raffanti, Depuy, Portella. Frequenz
- Gioachino Rossini Ciro in Babilonia. Direttore: Rizzi. Palacio, Calvi, Antonucci. Bongiovanni
- Antonio Vivaldi Il Farnace. Direttore: De Bernart. Dupuy, Malakova, Angeloni, Gamberucci. Agora Musica
- Ruggero Leoncavallo Pagliacci. Muti, Pavarotti, Pons. 1992 Philips
- Gioachino Rossini Petite messe solennelle. Chailly, Sabbatini. 1993 Decca
- Giovanni Battista Pergolesi Adrano in Siria. Orchestra da camera dell'Opera di Roma, direttore Marcello Panni. Bongiovanni
- Dessì Ave Maria. 14 Ave Maria. 2011 Decca

### DVD
| Rok  | Opera Rola                               | Obsada                                                   | Dyrygent Orkiestra i chór                                                          | Wydawnictwo         |
| ---- | ---------------------------------------- | -------------------------------------------------------- | ---------------------------------------------------------------------------------- | ------------------- |
| 1985 | Elisabetta, Regina d'Inghilterra Matilde | Lella Cuberli, Antonio Savastano, Rockwell Blake         | Gabriele Ferro Orchestra e Coro del Teatro Regio di Torino                         | Hardy               |
| 1989 | Così fan tutte Fiordiligi                | Delores Ziegler, Alessandro Corbelli, Adelina Scarabelli | Riccardo Muti Orchestra e Coro del Teatro alla Scala                               | Image Entertainment |
| 1992 | Don Carlo Elisabetta di Valois           | Luciano Pavarotti, Samuel Ramey, Paolo Coni              | Riccardo Muti Orchestra e Coro del Teatro alla Scala                               | EMI                 |
| 2000 | Adriana Lecouvreur                       | Sergiej Larin, Carlo Guelfi, Olga Borodina               | Roberto Brizzi Brignoli Orchestra e Coro del Teatro alla Scala                     | TDK                 |
| 2003 | Aida                                     | Fabio Armiliato, Juan Pons, Elisabetta Fiorillo          | Miguel Gómez Martínez Orchestra e Coro del Gran Teatre del Liceu                   | Opus Arte           |
| 2004 | Francesca da Rimini Francesca da Polenta | Fabio Armiliato, Alberto Mastromarino, Ludovit Ludha     | Maurizio Barbacini Orchestra Filarmonica Marchigiana, Coro Lirico Vincenzo Bellini | Arthaus             |
|      | Madama Butterfly Cio-Cio-San             | Fabio Armiliato, Rossana Rinaldi, Juan Pons              | Placido Domingo Orchestra e Coro "Città Lirica"                                    | Dynamic             |
|      | Tosca Floria Tosca                       | Fabio Armiliato, Ruggero Raimondi                        | Maurizio Benini Orchestra e Coro "Sinfonica" di Madrid                             | Opus Arte           |
| 2008 | Norma                                    | Fabio Armiliato, Kate Aldrich, Rafal Siwek               | Evelino Pidò Orchestra e Coro del Teatro Comunale di Bologna                       | Hardy Classic       |
| 2010 | Tosca Floria Tosca                       | Fabio Armiliato, Claudio Sgura                           | Marco Boemi Orchestra e Coro del Teatro Carlo Felice di Genova                     | Arthaus Musik       |
|      | La fanciulla del West Minnie             | Fabio Armiliato, Lucio Gallo                             | Alberto Veronesi Orchestra e Coro "Città Lirica"                                   | Arthaus Musik       |
| 2013 | I vespri siciliani Duchessa Elena        | Fabio Armiliato, Leo Nucci, Giacomo Prestia              | Massimo Zanetti Orchestra e Coro del Teatro Regio di Parma                         | Unitel Classica     |
| 2014 | Turandot                                 | Mario Malagnini, Roberta Canzian, Ramaz Chikviladze      | Donato Renzetti Orchestra e Coro del Teatro Carlo Felice di Genova                 | Dynamic             |

## Odznaczenia i nagrody
- Nagroda Goffredo Petrassi (2010)
- Nagroda Flaviano Labó (2010)
- Nagroda Operaclick (2009)
- Nagroda Miasta Varese (wł. Premio Città di Varese), 2009
- Nagroda Myrta Gabardi (2009)
- Pentagramma d'Oro Comune di Marnate (2009)
- Nagroda Franco Abbiati (2008)
- Regina della Lirica dalla Associazione Tiberini a San Lorenzo in Campo (2007)
- Nagroda Le Muse dell'Accademia delle Muse di Firenze (2007)
- Nagroda Zenatello Arena di Verona
- Nagroda Giordano del Comune di Baveno
- Nagroda Giacomo Puccini di Torre del Lago
- Nagroda Cilea di Reggio Calabria
- Gigli d'Oro del Comune di Recanati
- Nagroda Liguria del Comune di Genova
- Nagroda E. Mazzoleni di Palermo
- Mascagni d'Oro di Bagnara di Romagna
- Nagroda Giuditta Pasta, Saronno
- Nagroda Rodolfo Celletti, Festival della Valle d'Itria, Martina Franca
- Nagroda Internazionale Tito Schipa, Ostuni 2013
- Nagroda Cigno d'Oro, Busseto, 2015
- Nagroda Illica d'Oro, Castell'Arquato 2015[5][6]